# Roger Legeay
Roger Legeay (Beaufay, 8 agosto 1949) è un dirigente sportivo ed ex ciclista su strada francese.

## Palmarès

### Strada
- 1978 (Lejeune-BP, quattro vittorie)

2ª tappa Circuit de la Sarthe (La Ferté-Bernard > Allonnes)
4ª tappa Tour de Romandie (Delémont > Montreux)
5ª tappa Tour du Limousin
Grand Prix de la Côte Normande
- 1980 (Peugeot-Shell-Michelin, due vittorie)

Grand Prix de Mauléon-Moulins
3ª tappa Circuit de la Sarthe (Noyen > Neufchâtel-en-Saosnois)
- 1981 (Peugeot-Shell-Michelin, una vittoria)

Grand Prix de Mauléon-Moulins

#### Altri successi
- 1978 (Lejeune-BP)

Grand Prix de Fougères
- 1979 (Peugeot-Shell-Michelin)

Criterium Agon-Coutainville
- 1980 (Peugeot-Shell-Michelin)

Criterium Josselin
- 1981 (Peugeot-Shell-Michelin)

Criterium Lisieux
- 1982 (Peugeot-Shell-Michelin)

Criterium Rouen

## Piazzamenti

### Grandi Giri
- Giro d'Italia

1973: fuori tempo massimo (14ª tappa)
1979: 62º
- Tour de France

1975: 71º
1976: 35º
1977: 37º
1978: 42º
1979: 63º
1980: 84º
1981: 61º
- Vuelta a España

1974: 32º

### Classiche monumento
- Parigi-Roubaix

1974: 54º

### Competizioni mondiali
- Campionati del mondo

San Cristóbal 1977 - In linea Professionisti: ritirato
Nürburgring 1978 - In linea Professionisti: 29º